# Lista de séries de televisão da RedeTV!
Os seriados e séries da RedeTV! estão relacionados nesta lista, que apresenta: data de início, data do final e quantidade de capítulos das séries e seriados da RedeTV!, fundada em 1999. 

## Séries e seriados por ordem de exibição

### Década de 1990
| # | Início                 | Término              | Título       | Temp. | Cap. | Autoria | Diretor | Ref.        |
| - | ---------------------- | -------------------- | ------------ | ----- | ---- | ------- | ------- | ----------- |
| 1 | 15 de novembro de 1999 | 26 de agosto de 2001 | Galera na TV | -     | -    | -       | -       | [ 1 ] [ 2 ] |

### Década de 2000
| # | Início                 | Término               | Título                     | Temp. | Cap. | Autoria                                       | Diretor                                                  | Ref.  |
| - | ---------------------- | --------------------- | -------------------------- | ----- | ---- | --------------------------------------------- | -------------------------------------------------------- | ----- |
| 2 | 17 de julho de 2000    | 21 de julho de 2000   | Miguelito                  | 1     | 22   | Milton Neves                                  | Eduardo Estrela David Fantazzini Ana Andreatta Davi Taui | [ 4 ] |
| 3 | 16 de setembro de 2002 | 27 de junho de 2003   | O Sonho de Luíza           | 1     | 230  | -                                             | -                                                        | [ 5 ] |
| 4 | 11 de outubro de 2004  | 28 de abril de 2006   | Vila Maluca                | 3     | 210  | Cláudia Dalla Verde Dionísio Jacob Edu Salemi | Cláudio Salemi                                           | [ 6 ] |
| 5 | 3 de abril de 2005     | 19 de junho de 2005   | Mano a Mano                | 1     | 12   | João Camargo                                  | Vicente Barcelos João Camargo                            | [ 7 ] |
| 6 | 15 de agosto de 2007   | 16 de janeiro de 2008 | Donas de Casa Desesperadas | 1     | 23   | Marcelo Santiago                              | Fábio Barreto                                            | [ 8 ] |